# Riikka Sarasoja-Lilja
Riikka Johanna Sarasoja-Lilja (* 23. Februar 1982 in Lempäälä) ist eine ehemalige finnische Skilangläuferin.

## Werdegang
Sarasoja-Lilja ist Studentin und startet für Lappeen Riento. Ihren ersten großen Auftritt hatte sie bei den Europäischen Olympischen Winter-Jugendtagen 1999 in Štrbské Pleso. Dort holte sie die Silbermedaille über 7,5 km Freistil. Bei den Junioren-Weltmeisterschaften 2001 in Karpacz und Szklarska, wurde sie mit der finnischen 4-mal-5-Kilometer-Staffel Weltmeisterin. Im Einzel war ein zehnter Platz über 5 Kilometer ihr bestes Ergebnis, während sie im Sprint Zwölfte wurde. Zu Beginn der folgenden Saison 2001/02 trat Sarasoja-Lilja in Kuopio erstmals im Skilanglauf-Weltcup an und wurde 75. über 5 Kilometer. Es blieb der einzige Weltcupeinsatz bis zur folgenden Saison. Bei der Junioren-WM in Schonach wurde die Finnin Vierte im Sprint, Siebte über 15 Kilometer und Zwölfte über fünf Kilometer. In den nächsten Jahren wurde Sarasoja-Lilja meist in unterklassigen Rennen wie FIS- und Continental-Cup eingesetzt, nur selten im Weltcup. Die Winter-Universiade 2003 in Tarvisio brachte gute Ergebnisse, sie gewann Silber im Sprint und mit der Staffel und Bronze über 5 Kilometer. Im Februar des Jahres gewann sie in Reit im Winkl als 15. im Sprint erste Weltcuppunkte. Mit der Staffel belegte sie im November 2003 in Beitostølen als Vierte erstmals eine Platzierung unter den Top Ten. Im Januar 2004 wurde Sarasoja-Lilja in Otepää Staffeldritte, ein Ergebnis, das sie seitdem noch mehrfach erreichte. Im Februar 2004 belegte sie als Sprint-Zehnte in Trondheim ihr bis dahin bestes Ergebnis in einem Einzelrennen. Bei der Winter-Universiade 2005 in Seefeld in Tirol wurde sie Neunte mit der Staffel.
In die Saison 2007/08 startete sie mit zwei schwachen Resultaten in Kuusamo. Nachdem sie ohne Weltcup-Punkte geblieben war, startete sie in der Folge im Scandinavian Cup. Ab Mitte Januar kam sie zurück in den Weltcup und landete in Canmore wieder in den Punkterängen. Jedoch gelang es Sarasoja-Lilja nicht, sich konstant in den Punkterängen zu platzieren. Zu Beginn der Saison 2008/09 gelang es ihr mit ihrer Partnerin im Teamsprint von Düsseldorf als Fünfte wieder unter die Top fünf zu laufen. Bei den finnischen Meisterschaften 2009 in Jämijärvi gewann sie Bronze im Einzel über 10 km klassisch und wenig später in Kontiolahti auch Silber über 30 km. Bei der wenig später folgenden Nordischen Skiweltmeisterschaft 2009 in Liberec blieb sie als 24. in der Verfolgung, 20. im Sprint und 24. im Einzel über 30 km erneut hinter den Erwartungen zurück.
Zum Saisonende gelang es Sarasoja-Lilja in Lahti als Sechste auch wieder in einem Einzelweltcup unter die besten zehn. Bei der Tour de Ski 2009/10 landete sie auf dem 14. Platz. Es war ihre erste vollständig bestrittene Tour de Ski. Daraufhin reiste sie mit diesem guten Ergebnis zu den Olympischen Winterspielen 2010 in Vancouver. Das Rennen über 10 km beendete sie auf Platz 31, bevor sie in der Verfolgung auf einen guten 21. Platz lief. Im 30-km-Rennen im klassischen Stil gelang ihr mit Rang 12 ihr bestes Einzel-Resultat. Nur im Teamsprint konnte sie sich gemeinsam mit Riitta-Liisa Roponen auf Rang acht noch besser platzieren.
Zum Ende der Saison 2009/10 gelang Sarasoja-Lilja in Oslo mit dem zehnten Rang im Sprint erneut ein sehr gutes Resultat in der Weltspitze. Jedoch gelang es ihr auch weiterhin nicht, sich fest dort zu etablieren. Bei den Finnischen Meisterschaften sicherte sie sich ihren ersten nationalen Titel. Die Tour de Ski 2010/11 beendete sie auf Rang 18. Jedoch blieb sie bei der folgenden Nordischen Skiweltmeisterschaft 2011 erneut ohne Medaille, da sie 18. im Verfolgungsrennen über 15 Kilometer, 27. im Sprint und 33. im Massenstartrennen über 30 Kilometer wurde. In die folgende Saison 2011/12 startete sie mit der Mannschaft mit einem guten dritten Rang beim Staffel-Rennen in Sjusjøen. Beim Sprint in Düsseldorf gewann Sarasoja-Lilja überraschend die Qualifikation, kam aber im Finale nur auf den sechsten Rang. Im Februar 2012 gelang ihr mit der Staffel als Zweite in Nové Město na Moravě ihr bis dahin bestes Resultat bei einem Weltcup-Rennen.
Bei den Nordischen Skiweltmeisterschaften 2013 im Val di Fiemme gewann sie mit Krista Lähteenmäki im Teamsprint die Bronzemedaille und damit nach 12 Jahren im internationalen Skilanglauf-Sport auch ihre erste Weltmeisterschaftsmedaille überhaupt. Im 10-km-Einzelrennen blieb sie jedoch als 12. erneut hinter den Top-10-Platzierungen zurück. Auch mit der Staffel verpasste sie als Fünfte erneut eine Medaille.
Ein Jahr später startete Sarasoja-Lilja trotz weiter ausbleibender Top-Resultate mit ihren mittlerweile 31 Jahren zu ihren zweiten Olympischen Winterspielen 2014 in Sotschi. Dabei schied sie im Sprint bereits in der Qualifikation aus und lag am Ende auf Rang 36. In den weiteren Rennen trat sie nicht an. Bei den Nordischen Skiweltmeisterschaften 2015 in Falun kam sie zusammen mit Anne Kyllönen auf den zehnten Rang im Teamsprint. Sie beendete nach der Saison 2014/15 ihre Karriere.

## Platzierungen im Weltcup

### Weltcup-Statistik
Die Tabelle zeigt die erreichten Platzierungen im Einzelnen.
- 1.–3. Platz: Anzahl der Podiumsplatzierungen
- Top 10: Anzahl der Platzierungen unter den ersten zehn
- Punkteränge: Anzahl der Platzierungen innerhalb der Punkteränge
- Starts: Anzahl gelaufener Rennen in der jeweiligen Disziplin
- Hinweis: Bei den Distanzrennen erfolgt die Einordnung gemäß FIS.

| Platzierung         | Distanzrennen a | Distanzrennen a | Distanzrennen a | Distanzrennen a | Distanzrennen a | Skiathlon Verfolgung | Sprint | Etappen- rennen b | Gesamt | Team c | Team c  |
| Platzierung         | ≤ 5 km          | ≤ 10 km         | ≤ 15 km         | ≤ 30 km         | > 30 km         | Skiathlon Verfolgung | Sprint | Etappen- rennen b | Gesamt | Sprint | Staffel |
| ------------------- | --------------- | --------------- | --------------- | --------------- | --------------- | -------------------- | ------ | ----------------- | ------ | ------ | ------- |
| 1. Platz            |                 |                 |                 |                 |                 |                      |        |                   |        |        |         |
| 2. Platz            |                 |                 |                 |                 |                 |                      |        |                   |        |        | 2       |
| 3. Platz            |                 |                 |                 |                 |                 |                      |        |                   |        |        | 4       |
| Top 10              | 1               | 2               | 1               |                 |                 | 1                    | 7      |                   | 12     | 5      | 11      |
| Punkteränge         | 13              | 22              | 4               | 3               |                 | 23                   | 48     | 7                 | 120    | 9      | 11      |
| Starts              | 20              | 46              | 6               | 4               |                 | 34                   | 73     | 11                | 194    | 9      | 11      |
| Stand: Karriereende |                 |                 |                 |                 |                 |                      |        |                   |        |        |         |

### Weltcup-Gesamtplatzierungen
| Saison  | Gesamt | Gesamt | Distanz | Distanz | Sprint | Sprint |
| Saison  | Punkte | Platz  | Punkte  | Platz   | Punkte | Platz  |
| ------- | ------ | ------ | ------- | ------- | ------ | ------ |
| 2002/03 | 16     | 76.    | -       | -       | 16     | 53.    |
| 2003/04 | 80     | 51.    | 14      | 61.     | 66     | 29.    |
| 2004/05 | 27     | 64.    | -       | -       | 27     | 39.    |
| 2005/06 | 59     | 55.    | -       | -       | 59     | 30.    |
| 2006/07 | -      | -      | -       | -       | -      | -      |
| 2007/08 | 69     | 50.    | 34      | 38.     | 35     | 45.    |
| 2008/09 | 171    | 36.    | 75      | 36.     | 96     | 27.    |
| 2009/10 | 294    | 26.    | 124     | 29.     | 98     | 27.    |
| 2010/11 | 301    | 26.    | 135     | 24.     | 80     | 27.    |
| 2011/12 | 367    | 24.    | 203     | 19.     | 144    | 24.    |
| 2012/13 | 300    | 27.    | 179     | 23.     | 71     | 30.    |
| 2013/14 | 41     | 74.    | -       | -       | 41     | 46.    |
| 2014/15 | 92     | 56.    | 7       | 81.     | 85     | 25.    |